# Nationaal park Mesolongi-Aitoliko
Het Nationaal park Mesolongi-Aitoliko (voluit: Nationaal park lagunes van Mesolongi en Aitoliko, delta van Acheloos en Evinos, Eschinades-eilanden) (Grieks: Εθνικό Πάρκο λιμνοθαλασσών Μεσολογγίου, Αιτωλικού, κάτω ρου και εκβολών ποταμών Αχελώου και Ευήνου και νήσων Εχινάδων) is een nationaal park in de zuidwestelijke tip van het vasteland van Griekenland, daar waar de golf van Patras overgaat in de Ionische Zee. Het park werd opgericht in 2006, is 44200 hectare groot en ligt in de prefecturen Aitoloakarnania en Kefalonia (Eschinades-eilanden).
In het park liggen de lagunes van Mesolongi en Aitoliko, de delta's van de Evinos- en Acheloosrivier en de Eschinades-eilanden. Het omvat slikken, moerassen, lagunes, zilte moerassen en natte bossen.

## Afbeeldingen

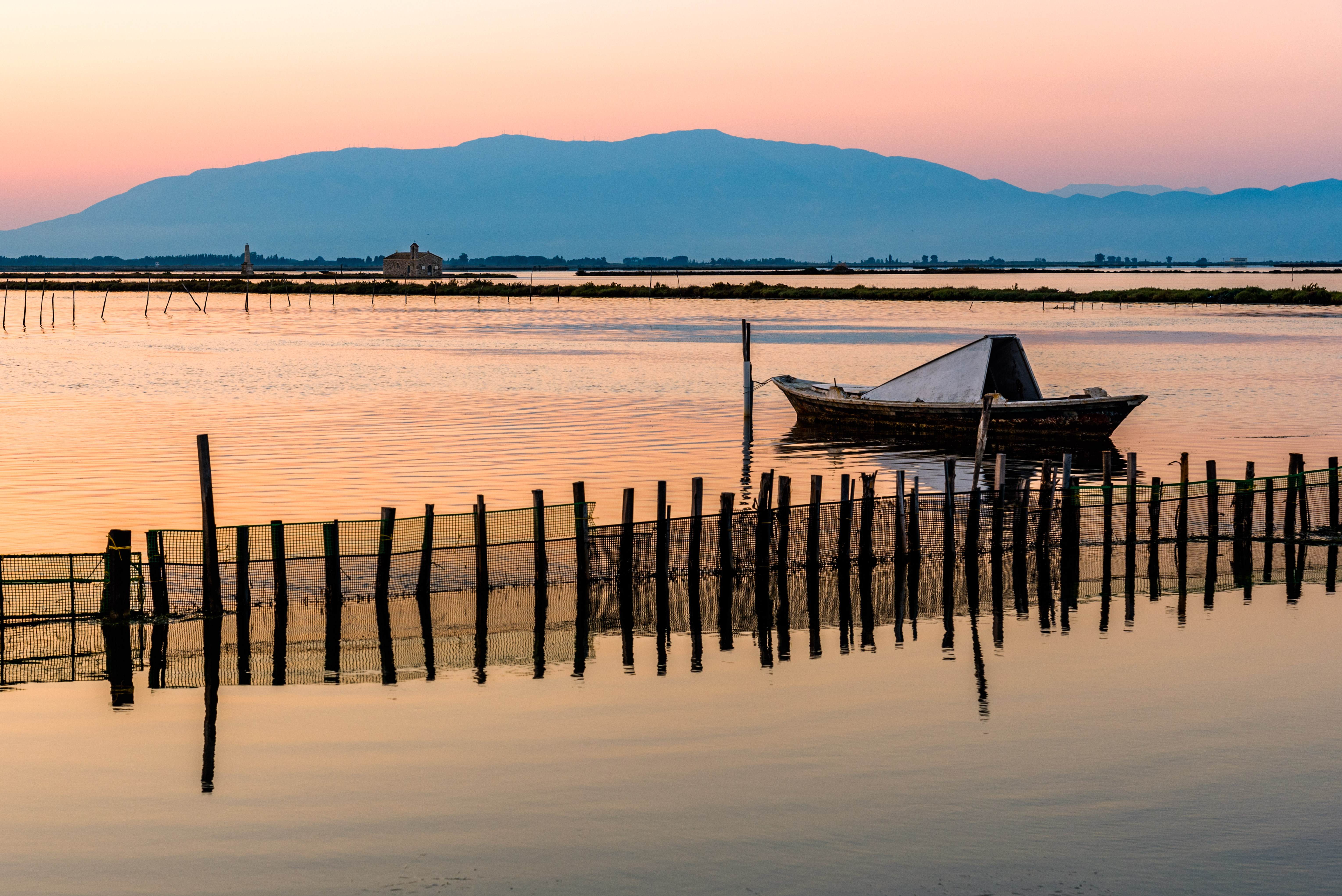
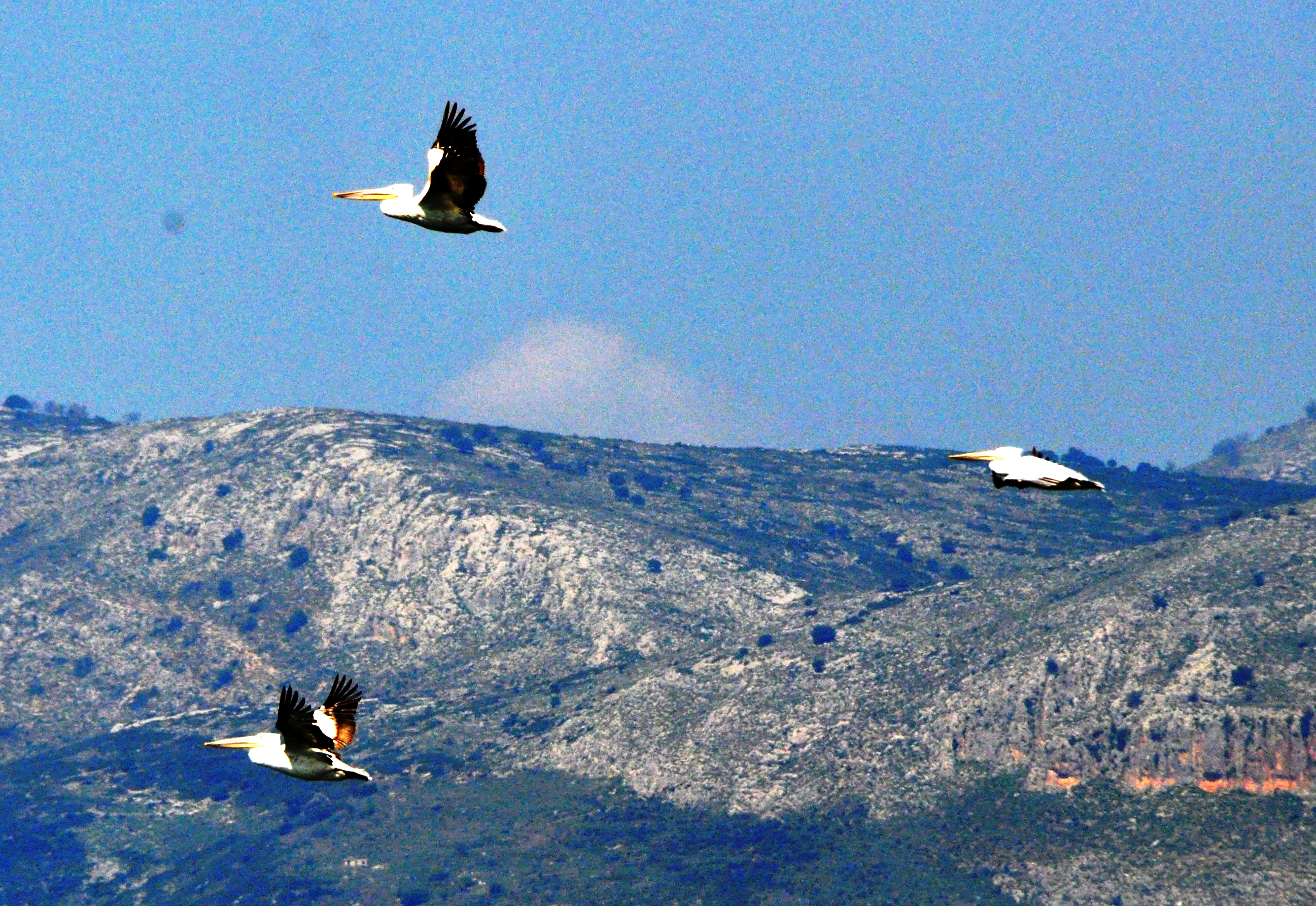
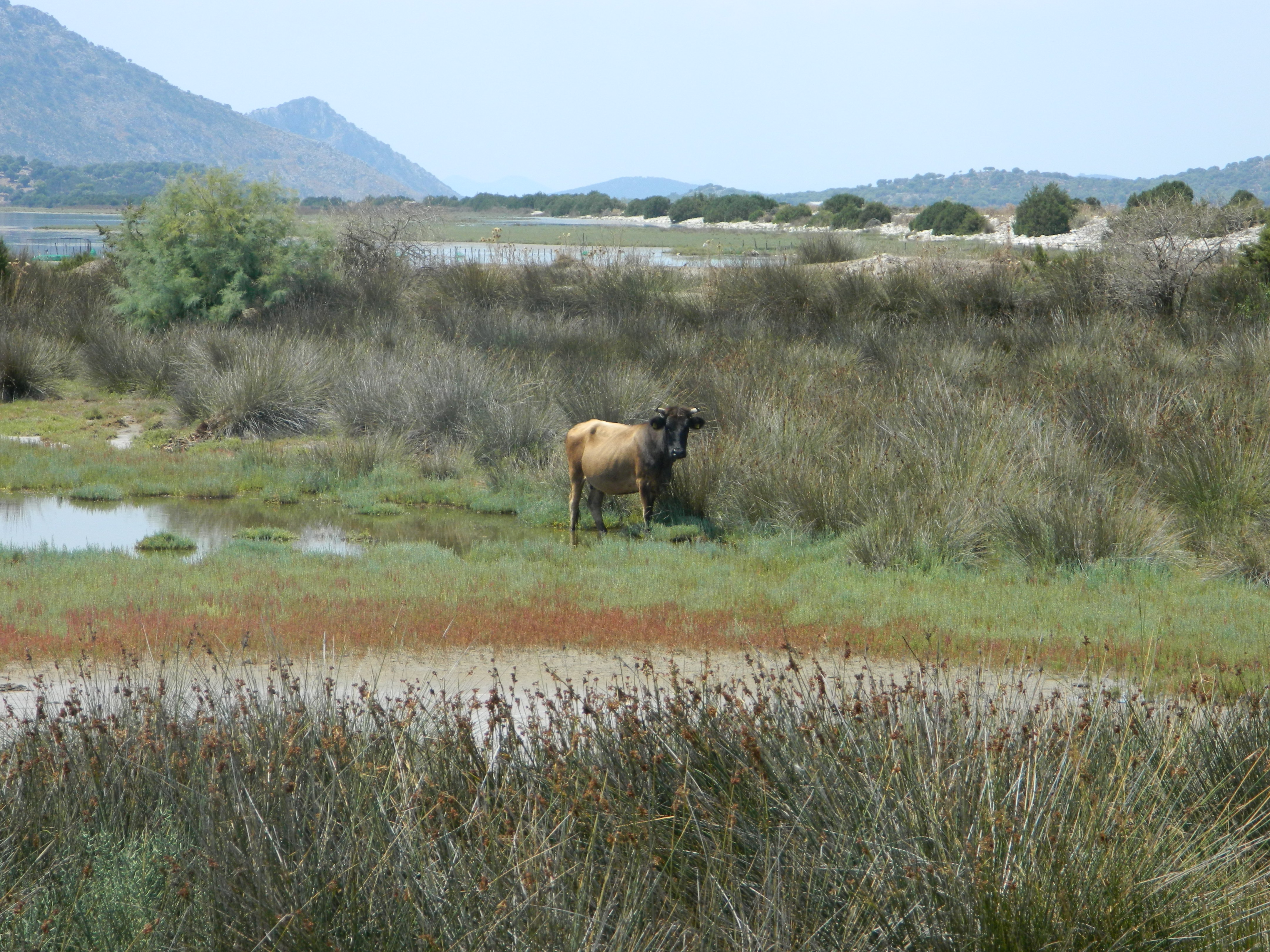
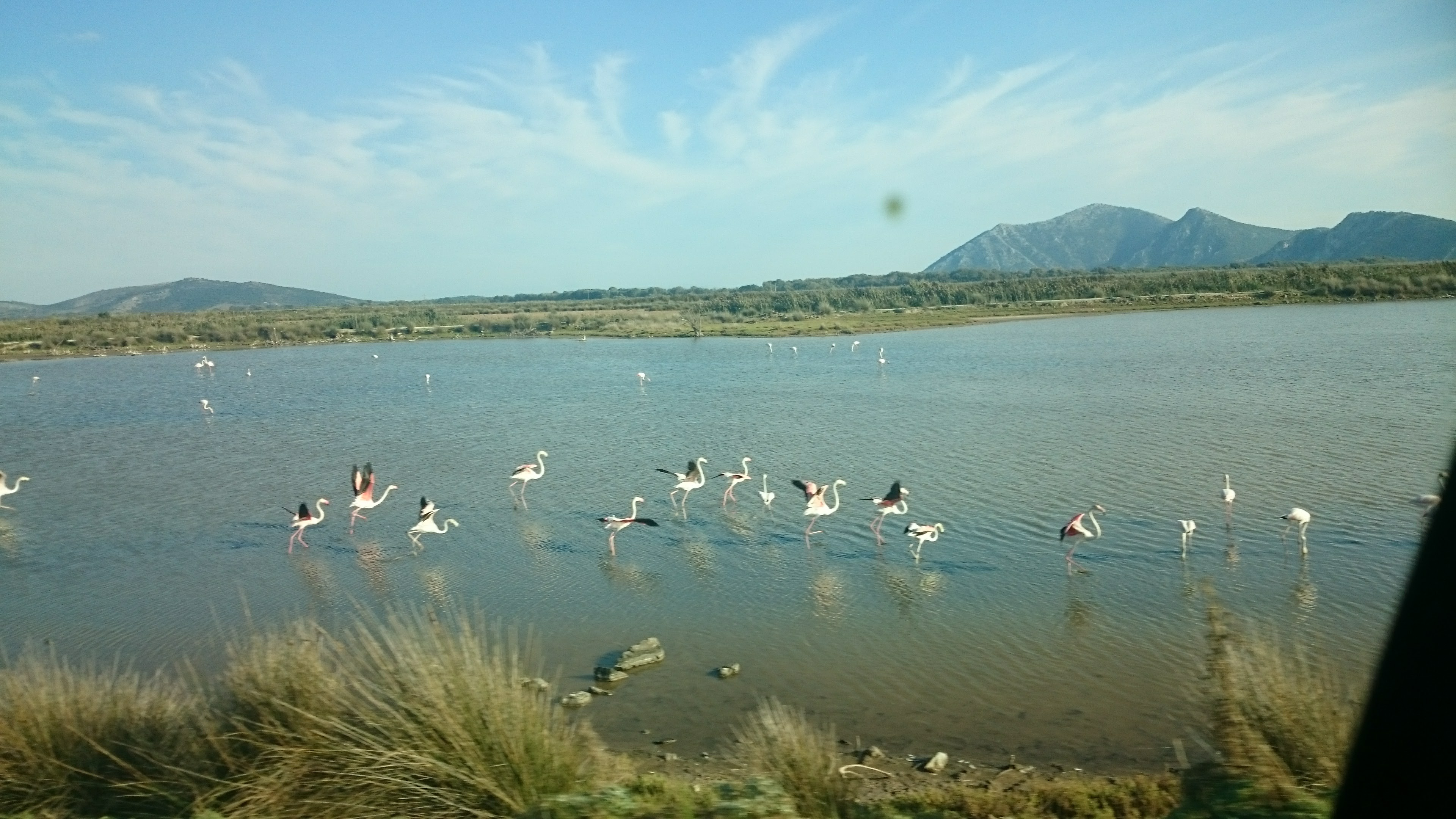